# よゐこの○○で○○生活
『よゐこの○○で○○生活』（よゐこのまるまるでまるまるせいかつ）は、YouTube・Nintendo公式チャンネルおよびNintendo Switchのゲームニュース、Twitterなどで配信されるウェブテレビ番組。テーマに応じ○○の中に文字が入り、タイトルがアニメーションとともに可変する。
この頁では前身である『よゐこのマイクラでサバイバル生活』も合わせて記述する。

## 概要
よゐこの2人がテーマに応じたコンピュータゲームを実況プレイしながら、ゲームの魅力や概要・機能などを紹介するゲーム情報番組。
2017年6月、Nintendo Switch用タイトル『Minecraft: Nintendo Switch Edition』紹介番組として『よゐこのマイクラでサバイバル生活』がスタート。全12回で終了後、好評のため同年10月より『よゐこのマイクラでサバイバル生活 シーズン2 〜まだ見ぬ大地を求めて〜』を全13回でゲームクリアまで配信。
2018年からはマインクラフト以外へテーマを移し、さまざまなゲームに挑戦する『よゐこの○○で○○生活』と題しリニューアルスタート。2018年3月27日よりツイッターで予告され、番組は同年4月13日から開始された。マイクラ生活を踏襲し、2021年までの番組セットはすべて段ボールで組み立てられていた。2022年以降はグリーンバックを使用して撮影され、有野の描いたイラストが背景となった。
Twitterでは、『はみ出しよゐこの○○で○○生活』というタイトル（○○には本編と同じ字が入る）にて未公開シーンを公開している。
制作は、有野出演の『ゲームセンターCX』（フジテレビONE）、濱口出演の『ゲームセンターDX』（YouTube・Nintendo公式チャンネル）などのゲーム番組を手掛けるガスコイン・カンパニー。スタッフもほぼ踏襲されており、両番組の話題が出ることも多い。
2人の字幕は、着用している衣装と基本的に同色となる。『マイクラでサバイバル生活』では、有野が水色、濱口が緑、『ドンキーコングでバナナ生活』以降では、有野が水色、濱口が赤とそれぞれゲームセンターCX、ゲームセンターDXと同じものを使用。なお、『スーパーマリオで35周年生活』から『スーパーマリオでフューリーワールド生活』の間は有野の衣装が緑だったが、字幕の色は水色となっている。

## 出演者

### MC
- 濱口優
- 有野晋哉

### その他
- 管理人 ‐ 事実上の進行役。テロップなど文章のみで登場。
- 斉藤あかね - 「Nintendo Live 2018」メインステージの総合司会（よゐこ出演のコーナーでも進行を担当）を務めたイベントコンパニオン・ナレーター。
- 平岩康佑 - 「Nintendo Live 2022」メインステージの総合司会（よゐこ出演のコーナーでも進行を担当）。

### ゲスト
- 咲人（ナイトメア） - 『よゐこのマリパで共同生活』
- 新井愛瞳（アップアップガールズ（仮）） - 『よゐこのマリパで共同生活』
- 桜井政博 - 『よゐこのスマブラで大乱闘生活』
- なすなかにし - 『よゐこのマリオでパーティ生活』

## スタッフ
- ナレーター：武田祐子
- プロデューサー：菅剛史、石田希[7]
- ディレクター：井上侑也、片山雄貴、高橋純平、大須賀良
- AP：吉岡夕佳
- AD：松井現、加賀祐太、竹内奎太、福富ミカン
- デスク：田辺純江
- 制作：ガスコイン・カンパニー
- 制作著作：任天堂